# 周賢 (都督僉事)
周賢，滁州人，明朝軍事將領。

## 生平
周賢襲宣府前衛千戶。景泰初年，累功至都指揮僉事，守備西貓兒峪，助副總兵孫安守石八城。后升爲右參將，代孫安鎮守。兀良哈入侵時，總兵官過興命令宣府副將楊信与其相互合擊，周賢不等楊信，直接出擊，以至於戰敗。楊信被人彈劾，都御史李秉說楊信進兵遲緩，周賢不守約定，明景帝均寬恕。天順初年，總兵官楊能舉薦，擢都督僉事。后因會期失，被征下獄。不久，恢復官職，趕赴寧夏協助定遠伯石彪，石彪率其連戰皆捷，追入寇至野馬澗、半坡墩。周賢后因中流矢陣亡，詔贈都督同知。

## 家族
有一子周玉。